# Judgement Day (groupe)
Pour les articles homonymes, voir Judgement Day.
Judgement Day est un groupe de metal symphonique classique américain, originaire d'Oakland, en Californie. Formé en 2002 par les frères Anton et Lewis Patzner, le groupe est composé d'un violoniste, d'un violoncelliste et d'un batteur.

## Biographie

### Débuts (2002–2007)
Les frères Anton et Lewis Patzner commence à jouer en duo du violon et un violoncelle dans les rues de Berkeley en 2002. Ils publient rapidement un EP sept titres et commencent à jouer en concert sous le nom de Judgement Day. L'album est auto-produit et édité à 500 exemplaires (désormais épuisé). Peu après, le groupe recrute le batteur Jon Bush et joue dans Santa Cruz, et Oakland avec des groupes comme The Botticellis, Minkus, Desa et The Matches.
En novembre 2004, Judgement Day publie son premier album studio, Dark Opus. L'album est bien accueilli par la presse spécialisée. Entièrement auto-produit et enregistré, l'album d'une heure et demie comprend des chansons orientées heavy metal et hardcore. Peu après la sortie de Dark Opus cependant, Judgement Day est mis en suspens Lewis Patzneressayant d'obtenir son diplôme du Peabody Conservatory of Music de Baltimore. S'ajoute à cela, Anton, qui est recruté pour jouer du violon dans le groupe indépendant Bright Eyes. Pour les trois années qui suivent, Judgement Day ne publie rien et effectue que quelques concerts. Ils parviennent à effectuer leur première tournée en mai 2006, avec des dates à Los Angeles, San Diego et Santa Barbara, ainsi qu'au nord de la Californie. Toujours en 2006, le groupe s'inscrit sur MySpace et YouTube pour exposer leurs chansons.

### Opus 3: Acoustic(2008–2009)
Lewis Patzner est diplômé du Conservatory au printemps 2007, et les frères reviennent pour travailler sur un nouvel album. Le 9 mai 2008, Judgement Day publie un EP six titres, Opus 3: Acoustic. En août 2008, ils tournent à l'international aux côtés de groupes comme Dredg, Mates of State, et Margot and the Nuclear So and So's. Judgement Day joue pour la première fois à Pittsburgh, au Mousetrap Manor, le 21 octobre 2008. Le 21 juillet 2009, Judgement Day publie un single intitulé Out of the Abyss: Live on Tape au label Third Culture Records.

### Peacocks / Pink Monsters(depuis 2010)
Judgement Day publie un deuxième album studio, intitulé Peacocks / Pink Monsters. D'après leur blog, les morceaux à la batterie sont enregistrées aux Nu-Tone Studios avec l'ingénieur-son Riki Feldmann à Pittsburg. Il est publié indépendamment le 13 avril 2010,.

## Membres
- Anton Patzner - violon
- Lewis Patzner - violoncelle
- Jon Bush - batterie

## Discographie

### Albums studio
- 2004 : Dark Opus
- 2008 : Opus 3: Acoustic

### EPs et singles
- 2003 : Acoustic (EP ; épuisé)
- 2009 : Out of the Abyss: Live on Tape (7" single)

### Compilations
- 2005 : The NorCal Compilation 2005 (Noae Kaedae)[7]

### Collaborations
- 2006 : Taking Back Sunday - Louder Now (My Blue Heaven)
- 2006 : The Matches - Decomposer (Salty Eyes)
- 2007 : The Color Fred - Bend to Break (It Isn't Me, I'll Never Know)
- 2009 : Pete Yorn - Back and Fourth
- 2009 : dredg - The Pariah, the Parrot, the Delusion (Long Days and Vague Clues)
- 2010 : Slash - Slash[8]